# Porsche Tennis Grand Prix 2014
Il Porsche Tennis Grand Prix 2014 è stato un torneo femminile di tennis giocato sulla terra rossa indoor. È stata la 37ª edizione del torneo che fa parte della categoria Premier nell'ambito del WTA Tour 2014. Si è giocato nella Porsche Arena di Stoccarda in Germania dal 21 al 27 aprile 2014.

## Partecipanti

### Teste di serie
| Nazionalità | Giocatrice          | Ranking* | Testa di serie |
| ----------- | ------------------- | -------- | -------------- |
| Polonia     | Agnieszka Radwańska | 3        | 1              |
| Romania     | Simona Halep        | 5        | 2              |
| Rep. Ceca   | Petra Kvitová       | 6        | 3              |
| Germania    | Angelique Kerber    | 7        | 4              |
| Serbia      | Jelena Janković     | 8        | 5              |
| Russia      | Marija Šarapova     | 9        | 6              |
| Slovacchia  | Dominika Cibulková  | 10       | 7              |
| Italia      | Sara Errani         | 11       | 8              |

* Ranking al 14 aprile 2014.

### Altre partecipanti
Le seguenti giocatrici hanno ricevuto una Wild card:
- Julia Görges
- Andrea Petković

Le seguenti giocatrici sono passate dalle qualificazioni:

- Gioia Barbieri
- Annika Beck
- Diāna Marcinkēviča
- Ajla Tomljanović

Le seguenti giocatrici sono entrate in tabellone come lucky loser:
- Mona Barthel
- Johanna Konta

## Campionesse

### Singolare
Marija Šarapova ha battuto in finale  Ana Ivanović con il punteggio di 3-6, 6-4, 6-1.
- È il primo titolo stagionale per la russa, il terzo consecutivo in questo torneo e il trentesimo in carriera.

### Doppio
Sara Errani /  Roberta Vinci hanno battuto in finale  Cara Black /  Sania Mirza
con il punteggio di 6-2, 6-3.
- Per la coppia italiana è il 2º titolo stagionale.